# Symplocos yapacanensis
Symplocos yapacanensis är en tvåhjärtbladig växtart som beskrevs av J.A. Steyermark. Symplocos yapacanensis ingår i släktet Symplocos och familjen Symplocaceae. Inga underarter finns listade i Catalogue of Life.